# PyCharm
PyCharm是一个用于计算机编程的集成开发环境(IDE)，主要用于Python语言开发，由捷克公司JetBrains开发，拥有Microsoft Windows、macOS和Linux版本。社区版在Apache许可证下发布，提供代码分析、图形化调试器，集成测试器、集成版本控制系统，并支持使用Django进行网页开发。

## 功能

### 所有版本：
- Python代码分析与辅助功能，功能包括补全代码、高亮语法、错误提示、快速修正。
- 项目和代码导航：專門的專案視圖，視覺化的檔案架構，以及文件、類別、方法和用法之間的快速跳轉。
- Python代碼重构：包含重新命名、更新函數簽章、提取方法，引入变量，引入常量、pull，push等。
- 集成Python 调试器；
- 集成单元测试，按行覆盖代码；
- 虛擬環境、建置工具和套件管理
- 嵌入式終端機和Python控制台
- 支援Docker
- 支援HTML、[3] XML、 JSON、YAML、Markdown
- 拼字和文法檢查[4]

- 版本控制：針對Mercurial、Git、Subversion、Perforce 和 CVS 的統一使用者介面，具有變更清單和合併功能，並整合 GitHub 和 GitLab 的託管服務。

### 專業版本專屬：
- 整合 Jupyter Notebook ，支援 Anaconda 與多種科學套件，包括 Matplotlib 和 NumPy 在內。
- 前端與後端網路開發：支援 Django、Flask、FastAPI、Pyramid[5][6][7][8]，CSS[9]與JavaScript[10]輔助，以及Npm、Webpack與其他JavaScript工具。
- SQL與資料庫工具。[11]
- 支援Cython。[12][13][14][15]

## 歷史
Pycharm 的目標市場是 Python IDE，主要競爭者包括 PyDev，Komodo IDE。
其测试版发布于2010年，3个月后发布1.0版。2.0版本发布于2011年12月13日，3.0版发布于2013年9月24日，4.0版发布于2014年11月19日。
于2013年10月22日发布PyCharm的开放源码版本，即PyCharm社区版（Community Edition），同時商業版本（ Professional Edition）則含有閉源模組。
至 2022 年 12 月，開發者JetBrains 停止支援 PyCharm Edu 和 IntelliJ IDEA Edu；教育功能已整合於 IntelliJ IDEA 和 PyCharm 的社群版和專業版，並鼓勵用戶安裝社群版或專業版，透過 IDE 設定，啟用教育功能。

## 授權
- PyCharm专业版是有版權的商業軟體，但可免費用於開源專案和某些教育用途。[18] 採訂閱付費制，但付費一年後，將對終止訂閱日前一年的版本授予「永久後備許可證（Perpetual Fallback License）」[19]
- PyCharm 社区版基於 Apache2 授權釋出，原始码托管于GitHub。[20]

## 参閱
- Python 集成开发环境的比较（英语：Comparison of integrated development environments#Python）
- Python 软件列表（英语：List of Python software）
- IPython
- Qiskit